# Somewhere on Tour
Somewhere on Tour – trasa koncertowa promująca album Somewhere in Time, heavymetalowego zespołu Iron Maiden. Koncertom towarzyszyła futurystyczna oprawa. Tournee trwało 253 dni, rozpoczęło się koncertem w Belgradzie 10 września 1986 roku (gdzie po raz pierwszy i ostatni zagrano „The Loneliness of the Long Distance Runner”), a zakończyła 21 maja 1987 roku koncertem w Osace. Muzycy zagrali 159 koncertów, z których 6 odbyło się w Polsce: Zabrze (Hala Makoszowy), Wrocław (Hala Ludowa), Poznań (Arena Poznań), Gdańsk (Hala Olivia), Łódź (Hala Sportowa), Warszawa (Torwar Arena). Grupa wystąpiła na trzech kontynentach, w 21 krajach świata. Formacja cieszyła się wówczas reputacją największej grupy heavymetalowej świata, zaś w USA i Kanadzie mieli pozycję koncertowej maga gwiazdy, porównywalną z Van Halen, Scorpions czy KISS. Jednym ze sponsorów grupy została wówczas firma „PUMA”.
Dwunastolecie istnienia grupa podsumowała dokumentalnym VHS 12 Wasted Years, które podobnie jak kilka poprzednio wydanych filmów, cieszyło się dużym powodzeniem (złoty i platynowy certyfikat w Wielkiej Brytanii, Stanach Zjednoczonych i Kanadzie). Zespół na tym etapie miał na koncie około 20 mln sprzedanych płyt, ponad tysiąc zagranych koncertów oraz ponad sto złotych i platynowych płyt.
W Londynie salę Hammersmith Odeon sprzedano na siedem wieczorów z rzędu (pierwotnie na sześć), znów kilkukrotnie zapełnili Long Beach Arena, w Europie grali w kilkunastotysięcznych salach, zaś sześć koncertów w Polsce zostało wówczas zapamiętane jako najlepsza trasa zachodniego zespołu w tym kraju. 80 koncertów w USA i Kanadzie, odbywających się zazwyczaj w arenach o pojemności 20 tys. widzów oraz na takich stadionach, jak Oakland Alameda Coliseum czy Spartan Stadium, przyciągały rzesze widzów. 159 występów „Somewhere on Tour 1986/87” zobaczyło około 3 mln widzów.

## Supporty
- W.A.S.P. – koncerty w Europie Zachodniej, oprócz Drammen[4].
- Yngwie Malmsteen – koncerty w Ameryce Północnej[4].
- T&T – Oakland, San Jose[4].
- Waysted – pierwszych sześć koncertów trasy, koncerty w USA i Kanadzie[4].
- Marillion – Londyn, 5 listopada 1987 rok[4].
- Vinnie Vincent Invasion – USA, Kanada[4].
- Tesla – Oakland, San Jose[4].
- Bad News – Hammersmith Odeon[4].
- Vulcain – Bercy Arena[4].
- Paul Samson’s Empire – trasa po Wielka Brytania[4].

## Setlista
- Introdukcja: Utwór Vangelisa użyty także w filmie „Blade Runner”, na wszystkich koncertach trasy[5].

1. „Caught Somewhere in Time” (z albumu Somewhere in Time, 1986)
2. „2 Minutes to Midnight” (z albumu Powerslave, 1984)
3. „Sea of Madness” (z albumu Somewhere in Time, 1986)
4. „Children of The Damned” (z albumu The Number of the Beast, 1982)
5. „Stranger in a Strange Land” (z albumu Somewhere in Time, 1986)
6. „Wasted Years” (z albumu Somewhere in Time, 1986)
7. „Rime of the Ancient Mariner” (z albumu Powerslave, 1984)
8. „Guitar Solo (Walking On The Air)”
9. „Where Eagles Dare” (z albumu Piece of Mind, 1983)
10. „Heaven Can Wait” (z albumu Somewhere in Time, 1986)
11. „Phantom of the Opera” (z albumu Iron Maiden, 1980)
12. „Hallowed Be Thy Name” (z albumu The Number of the Beast, 1982)
13. „Iron Maiden” (z albumu Iron Maiden, 1980)

Bisy:
1. „The Number of the Beast” (z albumu The Number of the Beast, 1982)
2. „Run to the Hills” (z albumu The Number of the Beast, 1982)
3. „Running Free” (z albumu Iron Maiden, 1980)
4. „Sanctuary” (z albumu Iron Maiden, 1980)

Uwagi:
- „Flight of Icarus” (z albumu Piece of Mind, 1983) został zagrany podczas pierwszych pięciu koncertów trasy po Europie (Belgrad, Ljublijana, Wiedeń, Graz, Budapeszt)[5].
- „The Loneliness of a Long Distance Runner” (z albumu Somewhere in Time, 1986) wykonano tylko raz, podczas koncertu w Belgradzie[5].
- „Wrathchild” (z albumu Killers, 1981) wykonywano podczas drugiego koncertu w Edynburgu, Birmingham oraz podczas koncertów w Japonii[5].
- „Sea of Madness” (z albumu Somewhere in Time, 1986) i „Sanctuary” (z albumu Iron Maiden, 1980) wyłączono z programu koncertów w Ameryce Północnej i Japonii[5].

## Oprawa trasy
Tradycyjnie zespół udał się w wielką trasę, która znów imponowała rozmachem oraz wyszukanymi efektami specjalnymi. „Somewhere on Tour 1986/87” jest powszechnie uważana za jedno z najefektowniejszych przedsięwzięć w historii grupy. Widownia zobaczyła specjalnie zaprojektowaną estradę, przypominającą fragment kosmicznego miasta, zwieńczonego podświetlanymi podestami i schodami. W głębi estrady błyskały neony z symboliką i inskrypcjami, znanymi z okładki płyty. Podczas „Rime of the Ancient Mariner” estrada zamieniała się w okręt widmo. System oświetleniowy tworzyły symetrycznie zorientowane, poruszające się w wielu kierunkach, kaskadowe rampy ze światłami, obudowane tworzywem z symbolami stacji kosmicznej. Podobny układ świateł zastosowano podczas trasy „Somewhere Back in Time World Tour”.
Zmieniające się za sceną backdropy nawiązywały do grafik znanych z okładki albumu Somewhere in Time, wykorzystano imponującą pirotechnikę, pneumatycznie wdmuchiwane opary suchego lodu, działo laserowe, stroboskopy, rzutniki, halogeny. Muzycy występowali w specjalnie zaprojektowanych, „kosmicznych” uniformach. Bruce Dickinson nosił specjalną kurtkę z podświetlanymi przewodami i „bijącym” sercem na zewnątrz. Publiczność mogła oglądać kilkumetrowego „Eddiego – Cyborga”, strzelającego z pistoletu, ale największe wrażenie na widzach wywierał gigantyczny, pneumatycznie nadmuchiwany Eddie, unoszący na głowie perkusję oraz dźwigający na ogromnych dłoniach Steve’a Harrisa i Bruce’a Dickinsona.
W USA uczestnicy spektakli mogli oglądać latające w powietrzu, nadmuchiwane statki kosmiczne, olbrzymiego astronautę, balony z ilustracją albumu, a pracę muzyków można było podziwiać na ogromnym telebimie, zamontowanym nad górną rampą świateł. Trasa była jedną z pierwszych na świecie, na potrzeby której wykorzystano szereg elementów nadmuchiwanych, co wiązało się ze sporym ryzykiem. Zespół używał nagłośnienia o mocy 180 tys. wat (wówczas największego na świecie jakiego wykorzystano w zamkniętych obiektach) oświetlenia zbudowanego ze 1200 żarówek, trzech podnośników hydraulicznych oraz kilku własnych agregatów prądotwórczych. Sprzęt należący do Iron Maiden ważył ponad 100 ton zaś do jego transportu potrzebnych było siedem lub osiem ogromnych ciężarówek. Muzycy po latach bardzo żałowali, iż żaden z niezwykłych spektakli trasy nie został w całości sfilmowany. Na potrzeby dokumentalne wykorzystano jedynie kadry z koncertów w Sheffield, Long Beach i Tokio.

## Daty trasy
UWAGA! w wyniku aktualizacji danych, nazwy obiektów nie muszą się pokrywać ze stanem pierwotnym, znanym z materiałów prasowych grupy.
| Data                 | Miasto                        | Kraj              | Obiekt                      |
| Europa               | Europa                        | Europa            | Europa                      |
| -------------------- | ----------------------------- | ----------------- | --------------------------- |
| 10 września 1986     | Belgrad                       | Jugosławia        | Hala Pionir                 |
| 11 września 1986     | Zagrzeb                       | Jugosławia        | Dom Sportova                |
| 12 września 1986     | Lublana                       | Jugosławia        | Hala Tivoli                 |
| 14 września 1986     | Wiedeń                        | Austria           | Donauinsel                  |
| 15 września 1986     | Graz                          | Austria           | Eisstadion Liebenau         |
| 17 września 1986     | Budapeszt                     | Węgry             | MTK Football Stadium        |
| 19 września 1986     | Zabrze                        | Polska            | Zabrze Makoszowy            |
| 20 września 1986     | Wrocław                       | Polska            | Hala Ludowa                 |
| 21 września 1986     | Poznań                        | Polska            | Hala Arena                  |
| 23 września 1986     | Gdańsk                        | Polska            | Hala Olivia                 |
| 24 września 1986     | Łódź                          | Polska            | Hala Sportowa               |
| 25 września 1986     | Warszawa                      | Polska            | Hala Torwar                 |
| 3 października 1986  | Oksford                       | Anglia            | Apollo Theatre Oxford       |
| 4 października 1986  | St Austell                    | Anglia            | Cornwall Coliseum           |
| 6 października 1986  | Cardiff                       | Walia             | St David’s Hall             |
| 7 października 1986  | Cardiff                       | Walia             | St David’s Hall             |
| 8 października 1986  | Bristol                       | Anglia            | Colston Hall                |
| 10 października 1986 | Manchester                    | Anglia            | Manchester Apollo           |
| 11 października 1986 | Manchester                    | Anglia            | Manchester Apollo           |
| 12 października 1986 | Liverpool                     | Anglia            | Liverpool Empire            |
| 14 października 1986 | Leicester                     | Anglia            | De Montfort Hall            |
| 15 października 1986 | Sheffield                     | Anglia            | Sheffield City Hall         |
| 16 października 1986 | Sheffield                     | Anglia            | Sheffield City Hall         |
| 18 października 1986 | Ipswich                       | Anglia            | Gaumont Theatre             |
| 20 października 1986 | Nottingham                    | Anglia            | Royal Concert Hall          |
| 21 października 1986 | Bradford                      | Anglia            | St. George’s Hall           |
| 22 października 1986 | Hanley                        | Anglia            | Victoria Hall               |
| 24 października 1986 | Newcastle                     | Anglia            | Newcastle City Hall         |
| 25 października 1986 | Newcastle                     | Anglia            | Newcastle City Hall         |
| 27 października 1986 | Edynburg                      | Szkocja           | Edinburgh Playhouse         |
| 28 października 1986 | Edynburg                      | Szkocja           | Edinburgh Playhouse         |
| 30 października 1986 | Birmingham                    | Anglia            | Birmingham Odeon            |
| 31 października 1986 | Birmingham                    | Anglia            | Birmingham Odeon            |
| 1 listopada 1986     | Birmingham                    | Anglia            | Birmingham Odeon            |
| 3 listopada 1986     | Londyn                        | Anglia            | Hammersmith Odeon           |
| 4 listopada 1986     | Londyn                        | Anglia            | Hammersmith Odeon           |
| 5 listopada 1986     | Londyn                        | Anglia            | Hammersmith Odeon           |
| 7 listopada 1986     | Londyn                        | Anglia            | Hammersmith Odeon           |
| 8 listopada 1986     | Londyn                        | Anglia            | Hammersmith Odeon           |
| 9 listopada 1986     | Londyn                        | Anglia            | Hammersmith Odeon           |
| 10 listopada 1986    | Londyn                        | Anglia            | Hammersmith Odeon           |
| 12 listopada 1986    | Helsinki                      | Finlandia         | Helsinki Ice Hall           |
| 14 listopada 1986    | Sztokholm                     | Szwecja           | Isstadion                   |
| 15 listopada 1986    | Göteborg                      | Szwecja           | Scandinavium                |
| 17 listopada 1986    | Drammen                       | Norwegia          | Drammenshallen              |
| 18 listopada 1986    | Malmö                         | Szwecja           | Malmö Isstadion             |
| 20 listopada 1986    | Frankfurt                     | Niemcy            | Festhalle                   |
| 21 listopada 1986    | Böblingen                     | Niemcy            | Sporthalle                  |
| 22 listopada 1986    | Hanower                       | Niemcy            | Hallenstadion               |
| 23 listopada 1986    | Lejda                         | Holandia          | Groenoordhallen             |
| 25 listopada 1986    | Essen                         | Niemcy            | Grugahalle                  |
| 26 listopada 1986    | Monachium                     | Niemcy            | Olympiahalle                |
| 28 listopada 1986    | Bruksela                      | Belgia            | Forest National             |
| 29 listopada 1986    | Paryż                         | Francja           | Palais Omnisports Bercy     |
| 1 grudnia 1986       | Barcelona                     | Hiszpania         | Palau dels Esports          |
| 2 grudnia 1986       | Madrid                        | Hiszpania         | Barclaycard Arena           |
| 3 grudnia 1986       | Madrid                        | Hiszpania         | Barclaycard Arena           |
| 5 grudnia 1986       | Lizbona                       | Portugalia        | Pavilhão de Cascais         |
| 7 grudnia 1986       | Tuluza                        | Francja           | Petit Palais des Sports     |
| 8 grudnia 1986       | Montpellier                   | Francja           | Le Zénith                   |
| 9 grudnia 1986       | Lyon                          | Francja           | Palais des Sports           |
| 11 grudnia 1986      | Norymberga                    | Niemcy            | Hemmerleinhalle             |
| 12 grudnia 1986      | Ludwigshafen                  | Niemcy            | Friedrich-Ebert-Halle       |
| 13 grudnia 1986      | Lozanna                       | Szwajcaria        | Sport Arena                 |
| 15 grudnia 1986      | Turyn                         | Włochy            | Teatro Tenda                |
| 16 grudnia 1986      | Mediolan                      | Włochy            | Palatrussardi               |
| 17 grudnia 1986      | Florencja                     | Włochy            | Palasport                   |
| 18 grudnia 1986      | Neapol                        | Włochy            | Teatro Tenda                |
| 19 grudnia 1986      | Rzym                          | Włochy            | Lottoarena                  |
| 20 grudnia 1986      | Bolonia                       | Włochy            | Unipol Arena                |
| 21 grudnia 1986      | Padwa                         | Włochy            | Teatro Tenda                |
| Ameryka Północna     |                               |                   |                             |
| 7 stycznia 1987      | Hampton, Wirginia             | Stany Zjednoczone | Hampton Coliseum            |
| 8 stycznia 1987      | Landover, Maryland            | Stany Zjednoczone | Capital Centre              |
| 9 stycznia 1987      | Pittsburgh, Pensylwania       | Stany Zjednoczone | Pittsburgh Arena            |
| 11 stycznia 1987     | Troy, Nowy Jork               | Stany Zjednoczone | RPI Field House             |
| 12 stycznia 1987     | New Haven, Connecticut        | Stany Zjednoczone | New Haven Coliseum          |
| 13 stycznia 1987     | Filadelfia, Pensylwania       | Stany Zjednoczone | Spectrum Arena              |
| 16 stycznia 1987     | Jacksonville, Floryda         | Stany Zjednoczone | Jacksonville Coliseum       |
| 17 stycznia 1987     | Miami, Floryda                | Stany Zjednoczone | Hollywood Sportatorium      |
| 18 stycznia 1987     | Lakeland, Floryda             | Stany Zjednoczone | Lakeland Arena              |
| 20 stycznia 1987     | Atlanta, Georgia              | Stany Zjednoczone | Omni Coliseum               |
| 22 stycznia 1987     | Dallas, Teksas                | Stany Zjednoczone | Reunion Arena               |
| 23 stycznia 1987     | Austin, Teksas                | Stany Zjednoczone | Frank Erwin Center          |
| 24 stycznia 1987     | Austin, Teksas                | Stany Zjednoczone | Frank Erwin Center          |
| 26 stycznia 1987     | Lubbock, Teksas               | Stany Zjednoczone | City Bank Coliseum          |
| 27 stycznia 1987     | Norman, Oklahoma              | Stany Zjednoczone | Lloyd Noble Center          |
| 28 stycznia 1987     | Tulsa, Oklahoma               | Stany Zjednoczone | Tulsa Arena                 |
| 30 stycznia 1987     | Houston, Teksas               | Stany Zjednoczone | The Summit                  |
| 31 stycznia 1987     | San Antonio, Teksas           | Stany Zjednoczone | Convention Center Arena     |
| 1 lutego 1987        | Corpus Christi, Teksas        | Stany Zjednoczone | Memorial Coliseum           |
| 3 lutego 1987        | Amarillo, Teksas              | Stany Zjednoczone | Amarillo Center             |
| 4 lutego 1987        | Wichita, Kansas               | Stany Zjednoczone | Kansas Coliseum             |
| 6 lutego 1987        | Denver, Kolorado              | Stany Zjednoczone | McNichols Sports Arena      |
| 8 lutego 1987        | Salt Lake City, Utah          | Stany Zjednoczone | Salt Palace                 |
| 10 lutego 1987       | Tacoma, Washington            | Stany Zjednoczone | Tacoma Dome                 |
| 11 lutego 1987       | Portland, Oregon              | Stany Zjednoczone | Veterans Memorial Coliseum  |
| 13 lutego 1987       | Sacramento, Kalifornia        | Stany Zjednoczone | ARCO Arena                  |
| 14 lutego 1987       | San Bernardino, Kalifornia    | Stany Zjednoczone | San Bernardino Arena        |
| 16 lutego 1987       | Long Beach, Kalifornia        | Stany Zjednoczone | Long Beach Arena            |
| 17 lutego 1987       | Long Beach, Kalifornia        | Stany Zjednoczone | Long Beach Arena            |
| 18 lutego 1987       | Long Beach, Kalifornia        | Stany Zjednoczone | Long Beach Arena            |
| 19 lutego 1987       | Long Beach, Kalifornia        | Stany Zjednoczone | Long Beach Arena            |
| 21 lutego 1987       | Oakland, Kalifornia           | Stany Zjednoczone | Oakland Alameda Coliseum    |
| 23 lutego 1987       | Fresno, Kalifornia            | Stany Zjednoczone | Selland Arena               |
| 24 lutego 1987       | San Diego, Kalifornia         | Stany Zjednoczone | Sports Arena                |
| 25 lutego 1987       | Phoenix, Arizona              | Stany Zjednoczone | Arizona Memorial Coliseum   |
| 26 lutego 1987       | Tucson, Arizona               | Stany Zjednoczone | Tucson Arena                |
| 27 lutego 1987       | El Paso, Teksas               | Stany Zjednoczone | El Paso Coliseum            |
| 28 lutego 1987       | El Paso, Teksas               | Stany Zjednoczone | El Paso Coliseum            |
| 1 marca 1987         | Fort Worth, Teksas            | Stany Zjednoczone | Fort Worth Coliseum         |
| 3 marca 1987         | Albuquerque, Nowy Meksyk      | Stany Zjednoczone | Tingley Coliseum            |
| 5 marca 1987         | Omaha, Nebraska               | Stany Zjednoczone | Omaha Arena                 |
| 6 marca 1987         | Kansas City, Missouri         | Stany Zjednoczone | Municipal Auditorium        |
| 7 marca 1987         | St. Louis, Missouri           | Stany Zjednoczone | Kiel Auditorium             |
| 8 marca 1987         | Milwaukee, Wisconsin          | Stany Zjednoczone | MECCA Arena                 |
| 9 marca 1987         | Madison, Wisconsin            | Stany Zjednoczone | Dane County Coliseum        |
| 11 marca 1987        | Rosemont, Illinois            | Stany Zjednoczone | Rosemont Horizon            |
| 13 marca 1987        | Cincinnati, Ohio              | Stany Zjednoczone | Cincinnati Gardens          |
| 14 marca 1987        | Richfield, Ohio               | Stany Zjednoczone | Richfield Coliseum          |
| 15 marca 1987        | Battle Creek, Michigan        | Stany Zjednoczone | Kellogg Arena               |
| 17 marca 1987        | Saginaw, Michigan             | Stany Zjednoczone | Saginaw Amphitheater        |
| 18 marca 1987        | Detroit, Michigan             | Stany Zjednoczone | Joe Louis Arena             |
| 19 marca 1987        | Indianapolis, Indiana         | Stany Zjednoczone | Market Square Arena         |
| 21 marca 1987        | Toronto, Ontario              | Kanada            | Maple Leaf Gardens          |
| 22 marca 1987        | Toronto, Ontario              | Kanada            | Maple Leaf Gardens          |
| 24 marca 1987        | Montreal, Quebec              | Kanada            | Montreal Forum              |
| 25 marca 1987        | Quebec, Quebec                | Kanada            | Colisée Pepsi               |
| 27 marca 1987        | Allentown, Pensylwania        | Stany Zjednoczone | Frank Stabler Arena         |
| 28 marca 1987        | East Rutherford, New Jersey   | Stany Zjednoczone | Brendan Byrne Arena         |
| 30 marca 1987        | Providence, Rhode Island      | Stany Zjednoczone | Providence Center           |
| 31 marca 1987        | Worcester, Massachusetts      | Stany Zjednoczone | The Centrum                 |
| 2 kwietnia 1987      | Nowy Jork                     | Stany Zjednoczone | Madison Square Garden       |
| 4 kwietnia 1987      | Charlotte, Karolina Północna  | Stany Zjednoczone | Charlotte Coliseum          |
| 5 kwietnia1987       | Greensboro, Karolina Północna | Stany Zjednoczone | Greensboro Coliseum         |
| 7 kwietnia 1987      | Baltimore, Maryland           | Stany Zjednoczone | Baltimore Arena             |
| 9 kwietnia 1987      | Trotwood, Ohio                | Stany Zjednoczone | Hara Arena                  |
| 10 kwietnia 1987     | Buffalo, Nowy Jork            | Stany Zjednoczone | Buffalo Memorial Auditorium |
| 11 kwietnia 1987     | Johnstown, Pensylwania        | Stany Zjednoczone | War Memorial Arena          |
| 13 kwietnia 1987     | Rochester, Nowy Jork          | Stany Zjednoczone | Rochester War Memorial      |
| 14 kwietnia 1987     | Toledo, Ohio                  | Stany Zjednoczone | Toledo Sports Arena         |
| 15 kwietnia 1987     | Columbus, Ohio                | Stany Zjednoczone | Columbus Amphitheater       |
| 17 kwietnia 1987     | Bloomington, Minnesota        | Stany Zjednoczone | Met Center                  |
| 20 kwietnia 1987     | Winnipeg, Manitoba            | Kanada            | Winnipeg Arena              |
| 21 kwietnia 1987     | Regina, Saskatchewan          | Kanada            | Agridome                    |
| 22 kwietnia 1987     | Edmonton, Alberta             | Kanada            | Northlands Coliseum         |
| 24 kwietnia 1987     | Calgary, Alberta              | Kanada            | Olympic Saddledome          |
| 26 kwietnia 1987     | Vancouver, B.C.               | Kanada            | Pacific Coliseum            |
| 28 kwietnia 1987     | Reno, Nevada                  | Stany Zjednoczone | Lawlor Events Center        |
| 29 kwietnia 1987     | Paradise, Nevada              | Stany Zjednoczone | Thomas & Mack Center        |
| 30 kwietnia 1987     | Daly City, Kalifornia         | Stany Zjednoczone | Cow Palace                  |
| 1 maja 1987          | San Jose, Kalifornia          | Stany Zjednoczone | Spartan Stadium             |
| 2 maja 1987          | Irvine, Kalifornia            | Stany Zjednoczone | Irvine Meadows Amphitheater |
| 3 maja 1987          | Irvine, Kalifornia            | Stany Zjednoczone | Irvine Meadows Amphitheater |
| Azja                 |                               |                   |                             |
| 11 maja 1987         | Nagoja                        | Japonia           | Nagoya-shi Kōkaidō          |
| 13 maja 1987         | Tokio                         | Japonia           | Budokan                     |
| 15 maja 1987         | Tokio                         | Japonia           | NHK Hall                    |
| 16 maja 1987         | Kioto                         | Japonia           | Kyoto Arena                 |
| 18 maja 1987         | Hiroszima                     | Japonia           | Kōsei Nenkin Kaikan         |
| 20 maja 1987         | Osaka                         | Japonia           | Festival Hall               |
| 21 maja 1987         | Osaka                         | Japonia           | Festival Hall               |
| Europa               |                               |                   |                             |
| 5 listopada 1987     | Londyn                        | Anglia            | Wembley Arena               |